# Район Цурумі (Йокогама)
35°30′30″ пн. ш. 139°40′57″ сх. д. / 35.50833° пн. ш. 139.68250° сх. д.
Райо́н Цуру́мі (яп. 鶴見区, つるみく, МФА: [t͡suɾumʲi ku], «Цурумівський район») — район міста Йокогама префектури Канаґава в Японії. Станом на 1 квітня 2009 площа району становила 33,23 км². Станом на 1 липня 2011 населення району становило 274 464 осіб.